# ショッピングプラザ again
ショッピングプラザ again（ショッピングプラザ・アゲイン）は、長野県長野市にあった商業施設（ファッションビル）である。
中心市街地の総合スーパー跡を改装して24年余りにわたり営業してきたが、2022年（令和4年）に閉館した。

## 概要
「長崎屋 (旧) 長野店」が移転・撤退した後の建物有効活用として企画されたもので、1998年（平成10年）10月に開業。
当初は暫定開業という位置付けで、若年者向けのチャレンジショップなども用意されていたが、長野市の中心市街地である中央通りに面しており、立地条件が良いことからファッションビルとして定着していた。
しかし、築50年を超える建物の老朽化と、ネットショッピングの台頭に伴う売上減少により、2022年（令和4年）に営業を終えた。なお、入居していたテナントのうちアニメイトに関しては、againへ移転する前に出店していた近隣のファッションビル「C-one」へと出戻りした。
「again」の土地・建物を含む周辺一帯の敷地4,200m2は、2019年（令和元年）ごろから東京建物が取得し、その後所有権の一部は穴吹興産に移転していたが、閉館時点において開発の方向性は示されていなかった。その後、大規模マンションの建設計画が明らかとなり、計画や工期の見直しを経て2025年1月に着工。同年4月には物件概要を公表している。

### 沿革
- 1970年（昭和45年）11月19日[12] - 地元商店が共同でセブンビルを建設し[2]、長崎屋長野店を誘致し開業[12]
- 1998年（平成10年）
  - 1月25日 - 長崎屋長野店が同市高田への移転のため、閉店[2]。一部テナントのみ営業を続ける[2]。
  - 10月31日 - 長崎屋撤退後のビルを改装しショッピングプラザ againとして開業[1]。運営は日東都市開発[1]。
- 2007年（平成19年）10月1日 - 運営会社が合併により、三菱商事都市開発となる。
- 2013年（平成25年）1月1日 - 運営会社が株式会社アゲインになる。
- 2019年（令和元年）9月30日 - 東京都の大手不動産会社「東京建物」が全ての所有権を取得する[13][6]。
- 2020年（令和2年）7月 - 所有権の一部が東京建物から穴吹興産に移転[6]。
- 2021年（令和3年）8月22日 - CLUB JUNK BOXが移転閉店。
- 2022年（令和4年）7月18日 - 閉館。

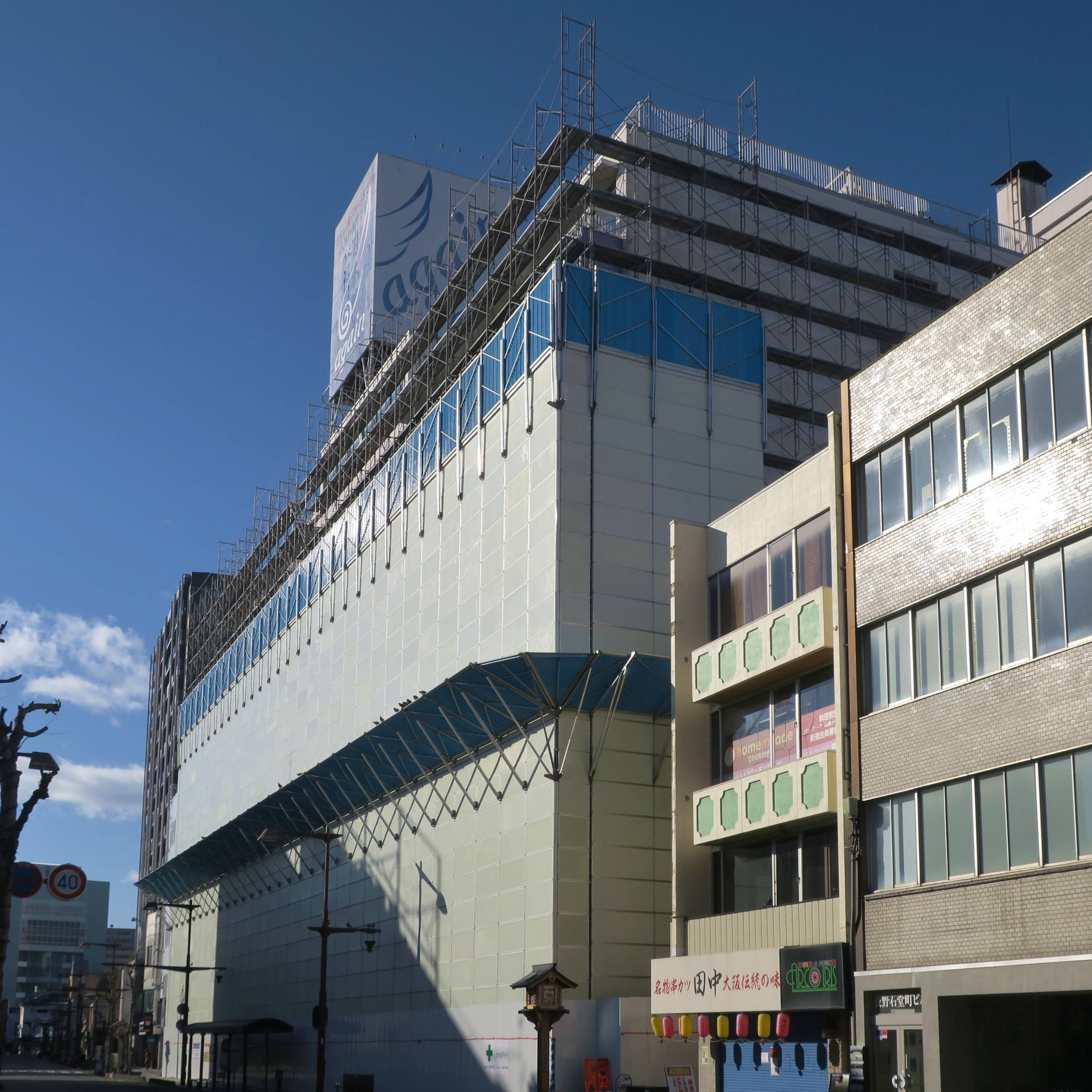
閉館後（2023年1月）

## 営業
- 営業時間: 10:30 - 19:30（CLUB JUNK BOX 除く）
- 提携駐車場: セブンパーキング（66台）・南石堂商店街駐車場（133台）・TOiGOパーキング（430台） - 1店舗あたり税別2,000円以上の買物で1時間無料

## 交通
- JR・しなの鉄道・長野電鉄 長野駅から徒歩5分
- アルピコ交通（川中島バス）・長電バス 「かるかや山前」下車